# Lucifer (römische Mythologie)

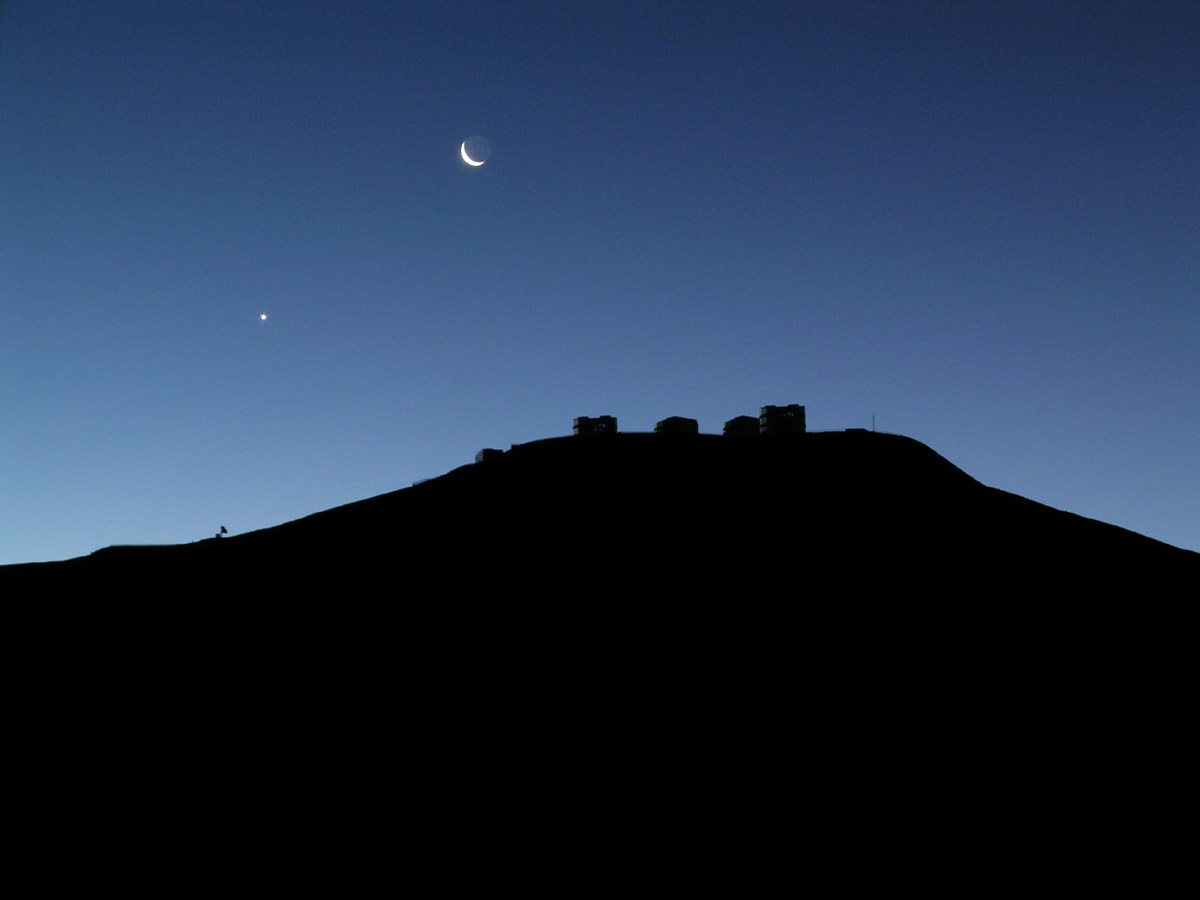
Der „Morgenstern“ (links unterhalb des Mondes)

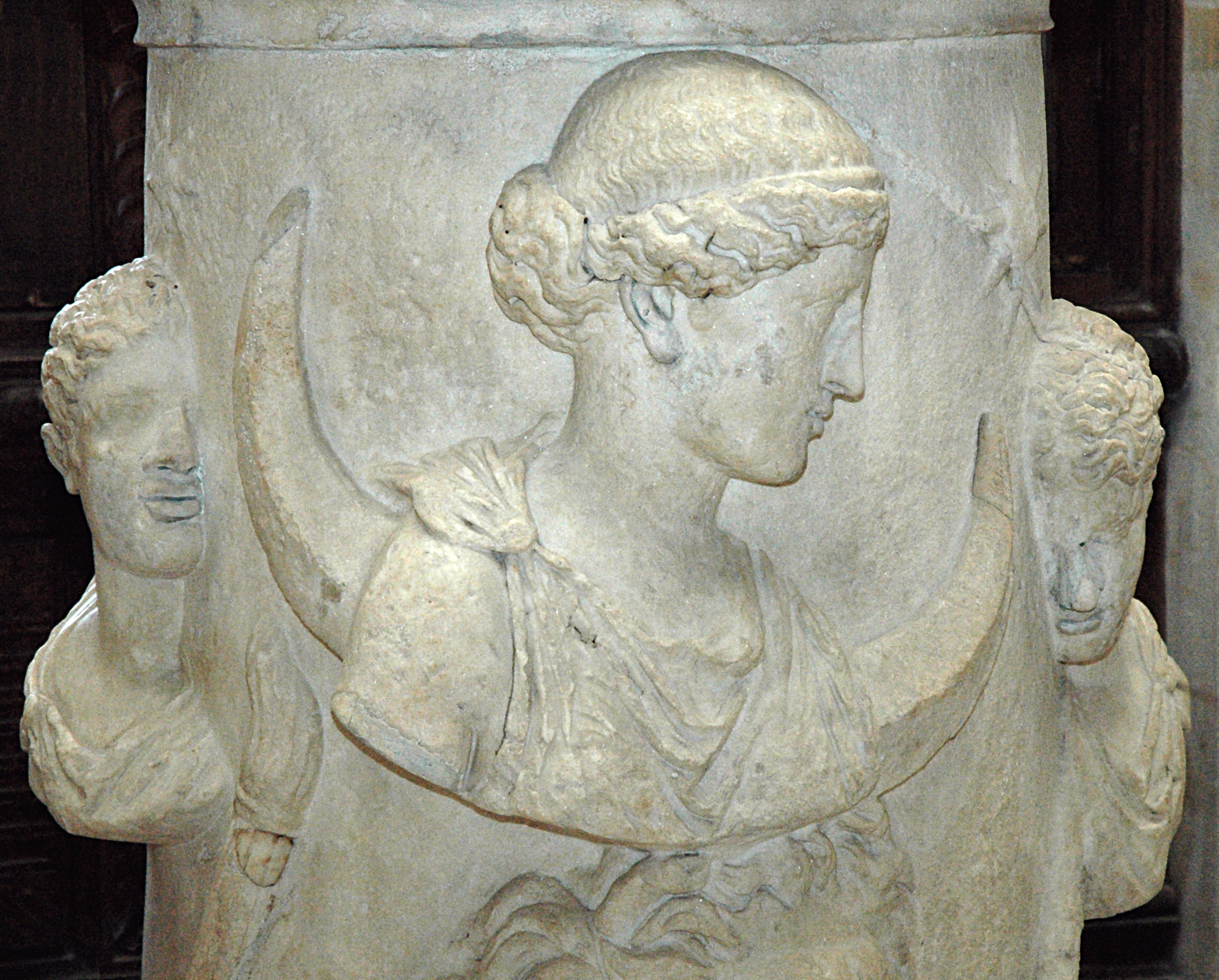
Die Mondgöttin Selene mit Lucifer/Phosphoros, dem Morgenstern und Hesperos, dem Abendstern, ca. 200 n. Chr.

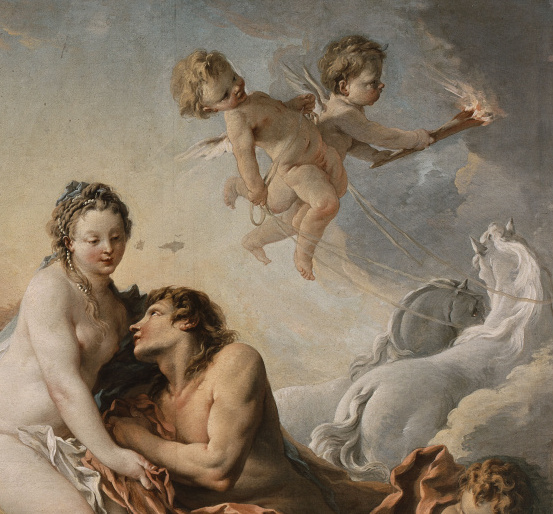
Kephalos und Aurora mit Phosphoros (=Lucifer)
Gemälde von F. Boucher (Ausschnitt), 1763

Lucifer, der „Lichtträger“, ist in der römischen Mythologie die Personifikation des Morgensterns.

## Mythos
Lucifer wird als Vorreiter des Helios gesehen, wobei sein Pferd bisweilen entsprechend der Tageszeit die Farbe wechselt, oder er fährt wie dieser im Wagen über den Himmel.
Lucifer wird dem Phosphóros gleichgesetzt, dem Bringer der Morgendämmerung in der griechischen Mythologie, wie er schon bei Hesiod erscheint. Der Name „Lucifer“ ist dabei eine direkte Übersetzung des griechischen „Phosphóros“: Der „Lichtträger“ setzt sich zusammen aus lateinisch lux („Licht“) und ferre („tragen, bringen“) und ist somit eine wörtliche Entsprechung des griechischen φωςφόρος phōsphóros („Licht bringend“).
Da in der griechischen Mythologie Eos, die Göttin der Morgenröte, als Mutter des Phosphoros gilt, wurde Aurora, die römische Entsprechung der Eos, als Mutter des Lucifer angesehen. Auch zu Venus, der Göttin des entsprechenden Planeten, gibt es eine Verbindung: Hyginus Mythographus nennt die Liebesgöttin selbst Lucifer, lichtbringend. Nach dem Vergil-Kommentator Maurus Servius Honoratus hat Venus in Gestalt des Morgensterns Aeneas nach Laurentum geführt. Claudian unterstellt eine Liebesbeziehung von Lucifer und Venus. Außerdem galt Lucifer als die astrale Entsprechung des vergöttlichten Caesars.
Im 6. Jahrhundert findet sich bei Johannes von Gaza die Vorstellung eines fackeltragenden Lucifer, wobei der Prometheus-Mythos als Einfluss gelten kann. Auch kann man in solcher Beschreibung die Nähe Lucifers zum Cautes persisch-römischer Mysterienkulte finden.

## Luciferim Christentum
Diese ursprünglich sehr positiven Konnotationen des Lucifer im Heidentum fanden im jungen Christentum zunächst Unterstützung in Schriftstellen, bei denen Lucifer als Herold des Tages zu Christus in Beziehung gesetzt wird, so in 2 Kor 4,6 , 2 Petr 1,19  und vor allem in Offb 2,28 , weshalb Lucifer sogar gelegentlich als Taufname verwendet wurde.
Im Gegensatz zu diesen eher positiven Aspekten Lucifers im Neuen Testament erscheint der Morgenstern in der hebräischen Mythologie des Alten Testaments als gefallener Engel.
In Jes 14,12  ist er das Sinnbild der Gegner des Volkes Israel:
Ach, du bist vom Himmel gefallen, du strahlender Sohn der Morgenröte. Zu Boden bist du geschmettert, du Bezwinger der Völker.
Dieser gefallene Morgenstern wird spätestens ab dem 4. Jahrhundert mit Satan identifiziert, von dem Jesus in Lk 10,18  sagt:
Ich sah den Satan wie einen Blitz vom Himmel fallen.
Dadurch kam es schließlich dazu, dass Lucifer im Christentum zu Luzifer, einem der Teufelsnamen, wurde.

## Zitate aus der antiken Literatur
- Vergil, Aeneis 2,801: Und schon führt Lucifer hinter dem Gipfel des Ida den Tag herauf.[7]
- Vergil, Georgica 3,324 f.: Lasst uns bei Lucifers Aufstieg zu den kühlen Weiden eilen, solange der Tag neu ist und das Gras im Tau steht.[8]
- Ovid, Metamorphosen 2,114–115: Aurora stieß in der Morgenröte ihre purpurnen Tore auf und öffnete ihre rosengefüllten Hallen; die Sterne zogen davon, unter Führung Lucifers, der als letzter verschwand.
- Ovid, Amores 1,6,65: Und schon schirrt der taubereifte Lucifer seinen Wagen, jagt ihn mit Macht auf leidenschaftlichen Flügeln.
- Tibull, Elegien 1,9,62: Häufig führen sie jene dem Bacchus auf Gastmählern zu, während Lucifers Wagen den Tagesanbruch verkündet.
- Statius, Thebaiden 2,134: Und so vertrieb Aurora, sich von Mygdonischen Ruhestatt erhebend, die kühlen Schatten vom Himmelszelt, strich sich die Tautropfen aus dem Haar und errötete in den purpurnen Strahlen der Sonne. Durch Wolken reicht ihr der rosenfarbene Lucifer sein letztes Feuer, und auf langsamem Rosse entschwindet eine fremde Welt. Auf dass die Glut den ganzen Sonnenkreis erfülle, versagt er der Schwester, den Strahlen zu wehren.
- Lukan, De bello civili 10,434: Lucifer blickte von den Klippen des Casius herab und schickte den Tag ins Ägypterland, wie auch die wärmende Sonne.
- Claudian, De raptu Proserpinae 2,119: (Cytherea/Venus): So geht, Schwestern, (…) solange mein Lucifer auf taunassem Rosse die gelben Äcker befeuchtet.[9]